# Масатосі Неї
Масатосі Неї (яп. 根井 正利, Неї Масатосі, в деяких джерелах Масатоші Ней; 12 січня 1931, Міядзакі — 18 травня 2023, Моррістаун) — американський біолог, професор Університету штату Пенсильванія і директор Інституту молекулярної еволюційної генетики(англ. Institute of Molecular Evolutionary Genetics). Основні роботи Неї присвячені теоретичним основам популяційної генетики і молекулярної філогенетики.

## Біографія
Масатосі Неї народився 2 січня 1931 року на острові Кюсю в префектурі Міядзакі. У 1953 році отримав ступінь бакалавра в університеті Міядзакі, а через два роки, в 1953 році — ступінь магістра в Кіотському університеті, там же в 1959 році Неї отримав ступінь доктора філософії. Потім стажувався після отримання ступеня в Університеті Північної Кароліни і Каліфорнійському Університеті у Берклі. З 1969 по 1972 рік Масатосі Неї працював спочатку ад'юнкт-професором, а потім повним професором біології Браунівському Університету. Починаючи з 1972 року він стає професором популяційної генетики Центру демографії і популяційної генетики Техаського університету в Остіні, де працює до 1990 року, після чого стає професором Університету штату Пенсильванія і директором Інституту молекулярної еволюційної генетики при цьому університеті.
У 1983 році Неї заснував науковий журнал «Molecular Biology and Evolution», а в 1993 разом з Вальтером Фітчем (Walter M. Fitch) Товариство молекулярної біології і еволюції.

## Наукові праці

### Теоретичні роботи
Одним з найпомітніших наукових досягнень Неї стали розроблена ним нова оцінка генетичної дистанції (названа генетичною дистанцією Неї) між популяціями і її використання для вивчення еволюційних взаємовідносин популяцій і близькоспоріднених видів. Пізніше він розробив іншу оцінки генетичної відстані, названу DA і відповідну для визначення топології філогенетичного дерева.

### Молекулярна філогенетика
У 1980-х роках Неї зі своїми співробітниками приступив до розробки і вивчення методів побудови філогенетичних дерев, ґрунтуючись на даних по генетичних дистанціях. У 1985 році вони розробили статистичний метод для перевірки філогенетичних дерев, що базується на оцінці довжини внутрішніх гілок. Крім того вони розробили два методи для побудови філогенетичних дерев — neighbor — joining і minimum evolution, які досить широко застосовуються досі. Неї разом з Судхіром Кумаром і Коїтіро Тамурою розробив одну з самих використовуваних комп'ютерних програм для філогенетичного аналізу MEGA (MEGA, Molecular Evolutionary Genetics Analysis).

## Нагороди і визнання
- 1977 — нагорода Японського товариства генетики людини
- 1989 — почесний член Японського товариства генетиків
- 1990 — обраний членом Американської академії мистецтв і наук
- 1990 — премія Кіхари Японського товариства генетиків
- 1997 — член Національної академії наук США
- 2002 — Міжнародна премія по біології Японського товариства просування науки (Japan Society for the Promotion of Science)
- 2003 — нагорода імені Барбари Боуман Техаського товариства генетиків
- 2013 — Премія Кіото